# Лора Шиґігара
Лора Шиґігара (англ. Laura Shigihara) — американська піснярка та композиторка відеоігор, найбільш відома як провідна композиторка й звукорежисерка гри «Plants vs. Zombies».

## Біографія
Мати Лори — франкоамериканка, а батько — японець. У дитинстві вона жила як у Японії, так і в США. З 11 років Шиґігара навчається гри на фортепіано й самостійно вчиться грі на гітарі та барабанах. У часи навчання в коледжі Лора натрапляє на стару версію Cakewalk, який вона починає використовувати для змішування, змінення та випуску відтворених звукових доріжок зі старих ігор, а також складання власних пісень. Після того, як Лорин друг представив її пісні японським компаніям звукозапису, їй запропонували роботу співачкою, але згодом через особисті причини вона відмовилася.
Незабаром після повернення до США Шиґігара стала звукорежисером у компанії, що випускала розмовні передачі й навчальні матеріали з англійської для «Apple Japan». Також вона випустила студійний альбом і написала свою першу звукову доріжку для невеликої відеогри «Wobbly Bobbly». Лору так захопила можливість праці над грою, що вона запропонувала зробити це безкоштовно. Компанії сподобалися її роботи, тому вже з оплатою її залучили до створення музики для деяких наступних проєктів. Ця робота стала першим професійним доробком Шиґігари, і надалі вона писала звуковий супровід для понад двадцяти п'ятьох відеоігор, у тому числі «Plants vs. Zombies», «Ghost Harvest», «World of Warcraft», «Minecraft», а також рольової гри «To the Moon». На дозвіллі вона розробляла музичну рольову гру «Melolune», а також брала участь у записі благодійного альбому «Play for Japan» Ямаоки Акіри, для якого написала пісню «Jump».
10 травня 2017 року, після трьох років розробки, Шиґігара випустила власну гру «Rakuen».